# Strażnica pożarowa przy Rynku Wschodnim w Poznaniu

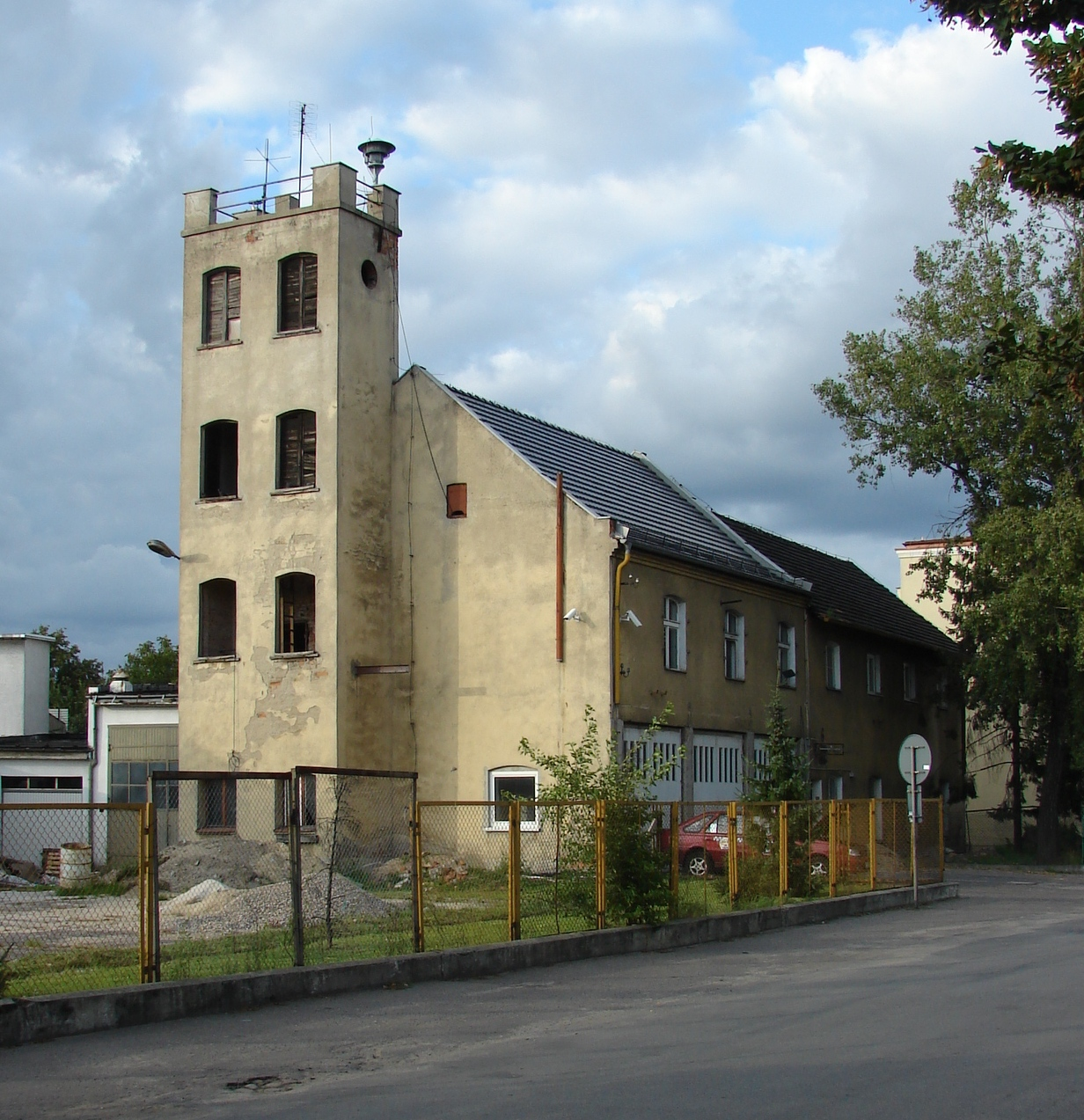
Strażnica przed remontem

Strażnica pożarowa przy Rynku Wschodnim - budynek w Poznaniu, przy Rynku Wschodnim pełniący niegdyś funkcje pożarnicze.

## Architektura
Od strony Rynku Wschodniego stoi "najmłodszy" budynek składający się z wieży, garażów i budynku socjalnego. Od dziedzińca można dojść do najstarszej części kompleksu.

## Historia
Pierwszy budynek stanął na działce będącej własnością gminy Główna w 1900 roku. Budynek ten miał wymiary 4,5 m x 7 m,składał się z garażu na sikawkę i dwóch mniejszych pomieszczeń. Dwa lata później do strażnicy dobudowano gazownię, a w 1905 dobudowano kolejną remizę. Remiza ta składała się z garażów, stajni oraz tzw. kostnicy. Kolejna przebudowa nastąpiła w 1925 roku. Wtedy dostawiono wartownię oraz zainstalowano połączenie z centralą w Poznaniu. Budynek składał się z czterokonnej stajni, dwóch garaży, gazowni i biura telegrafisty. W gazowni zrobiono odwach, a na piętrze urządzono mieszkanie służbowe. W 1930 dokonano przebudowy stajni na garaże. W końcu lat 30 XX wieku od północno-wschodniej strony Rynku Wschodniego dostawiono dwa budynki. Mieściły w sobie biura, pomieszczenia socjalne, oraz trzy garaże. Po wojnie cały obiekt przeszedł gruntowny remont. W 1947 od strony zachodniej dobudowano wieżę. W 1991 i 2002 obiekt przeszedł remont i modernizację. Strażnica została wyremontowana w 2010. Obecnie (2013) jest w rękach prywatnych i mieści się tu hurtownia.